# Optische Transfektion
Unter optischer Transfektion versteht man das Einbringen von Nukleinsäuren in Zellen (Transfektion) mit Hilfe von Licht. Typischerweise wird ein Laser mit einem Mikroskopobjektiv mit hoher numerischer Apertur auf einen beugungsbegrenzten Spot mit ungefähr 1 µm Durchmesser fokussiert. Die Plasmamembran einer Zelle wird dann für eine kurze Zeit (typischerweise einige Millisekunden bis Sekunden) diesem stark fokussierten Licht ausgesetzt, wodurch eine transiente Pore auf der Membran erzeugt wird. Durch die Erzeugung einer Photopore können exogene Plasmid-DNA, RNA, organische Fluorophore oder größere Objekte wie Halbleiter-Quantenpunkte in die Zelle gelangen. Bei dieser Technik wird jeweils nur eine Zelle behandelt, was sie besonders für die Einzelzellanalyse geeignet macht.
Vereinfacht gesagt, lassen Zellen normalerweise bestimmte Arten von Substanzen nicht in ihr Inneres. Mit Hilfe von Lasern kann ein winziges Loch in die Zelloberfläche gebrannt werden, durch das diese Substanzen eindringen können. Dies ist für Biologen, die Krankheiten untersuchen, von großem Nutzen, da eine häufige experimentelle Anforderung darin besteht, Stoffe (wie z. B. DNA) in Zellen einzubringen.
Diese Technik wurde erstmals 1984 von Tsukakoshi et al. demonstriert, die eine frequenzverdreifachte Nd:YAG-Laser verwendeten, um eine stabile und transiente Transfektion von normalen Rattennierenzellen zu erzeugen. Seitdem wurde die optische Transfektion an einer Vielzahl von Säugetierzelltypen unter Verwendung verschiedener Laserquellen demonstriert, darunter 405 nm Dauerstrich (cw), 488 nm cw, oder mithilfe von Modenkopplung wie bei dem 800 nm Ti:Saphir oder der 1064 nm nanosekunden-gepulste Nd:YAG.

## Durchführung
Eine typische optische Transfektion wird nach diesem Prinzip durchgeführt: Zuerst wird eine optische Pinzette mit einem Objektiv mit hoher NA aufgebaut. Hiernach werden die Zellen bis zu einer Konfluenz von 50–60 % kultiviert. Danach werden diese in eine Lösung mit mindestens 10 µg/ml Plasmid-DNA gegeben. Die Plasmamembran jeder Zelle mit wird 10–40 ms mit fokussiertem Laser bei einer Leistung von weniger 100 mW bestrahlt. Zum Schluss werden die Kolonien 24–96 beobachtet. Falls die Bildung stabiler Kolonien gewünscht ist, wird noch ein Nährmedium hinzugegeben.